# Iswepe
Iswepe este un oraș din provincia Mpumalanga, Africa de Sud.